# Schliengen
Schliengen es un municipio en el distrito de Lörrach en Baden-Wurtemberg, Alemania. Está ubicado en el Markgräflerland en el sur de Baden, la tercera región vinícola más importante de Alemania, en la zona meridional de la Selva Negra. Fue lugar de la batalla de Schliengen durante las guerras revolucionarias francesas.